# عليمرادخاني سفلي (مقاطعة تشرداول)
عليمرادخاني سفلي (بالفارسية: علیمرادخانی سفلی) هي مستوطنة تقع في قسم بيجنوند الريفي (مقاطعة تشرداول) في إيران. يقدر عدد سكانها بـ 47 نسمة بحسب إحصاء 2016.